# Marc Ender
Marc Ender (* 25. Mai 1979) ist ein ehemaliger österreichischer Fußballspieler.

## Karriere
Ender begann seine Karriere beim FC Mäder. Dort rückte er zur Saison 1996/97 in den Kader der ersten Mannschaft. Zur Saison 1997/98 wechselte er zum Zweitligisten SCR Altach, für den er in seiner ersten Spielzeit jedoch nie in der zweithöchsten Spielklasse zum Einsatz kam. Am Ende der Saison 1997/98 stiegen die Altacher in die Regionalliga ab. 2004 stieg er mit dem Verein wieder in die zweite Liga auf. Im Juli 2004 gab er anschließend gegen den LASK sein Zweitligadebüt. In der Saison 2004/05 absolvierte er insgesamt 14 Zweitligapartien für den SCRA.
Zur Saison 2005/06 schloss Ender sich dem Regionalligisten FC Lustenau 07 an. Auch mit Lustenau gelang ihm zu Saisonende der Zweitligaaufstieg. In der Saison 2006/07 kam er dann zu 24 Einsätzen in der zweithöchsten Spielklasse, in denen er ein Tor erzielte. Nach einer Zweitligasaison in Lustenau wechselte er abermals in die Regionalliga, diesmal zum FC Dornbirn 1913. Für die Dornbirner absolvierte er 55 Partien in der Westliga, ehe er am Ende der Saison 2008/09 seinen dritten Zweitligaaufstieg bejubeln durfte. Für Dornbirn kam er dann in der Saison 2009/10 zu zwölf Zweitligaspielen, ehe er im Jänner 2010 nach Altach zurückkehrte, wo er für die Amateure verpflichtet wurde. Für Altach II kam er in eineinhalb Jahren zu 42 Einsätzen in der Westliga. Im Oktober 2010 stand er zudem einmal im Zweitligakader der Profis.
Zur Saison 2011/12 wechselte Ender zum fünftklassigen FC Koblach. Für Koblach spielte er 25 Mal in der Landesliga. Zur Saison 2012/13 kehrte er innerhalb der Liga zu seinem Heimatverein Mäder zurück. Dort absolvierte er noch 48 Landesligapartien, ehe er nach der Saison 2013/14 seine Karriere beendete.